# Renault Espace VI
Le Renault Espace est un véhicule du constructeur automobile français Renault produit à partir de 2023. Il s'agit de la sixième génération d'Espace depuis 1984.

## Présentation

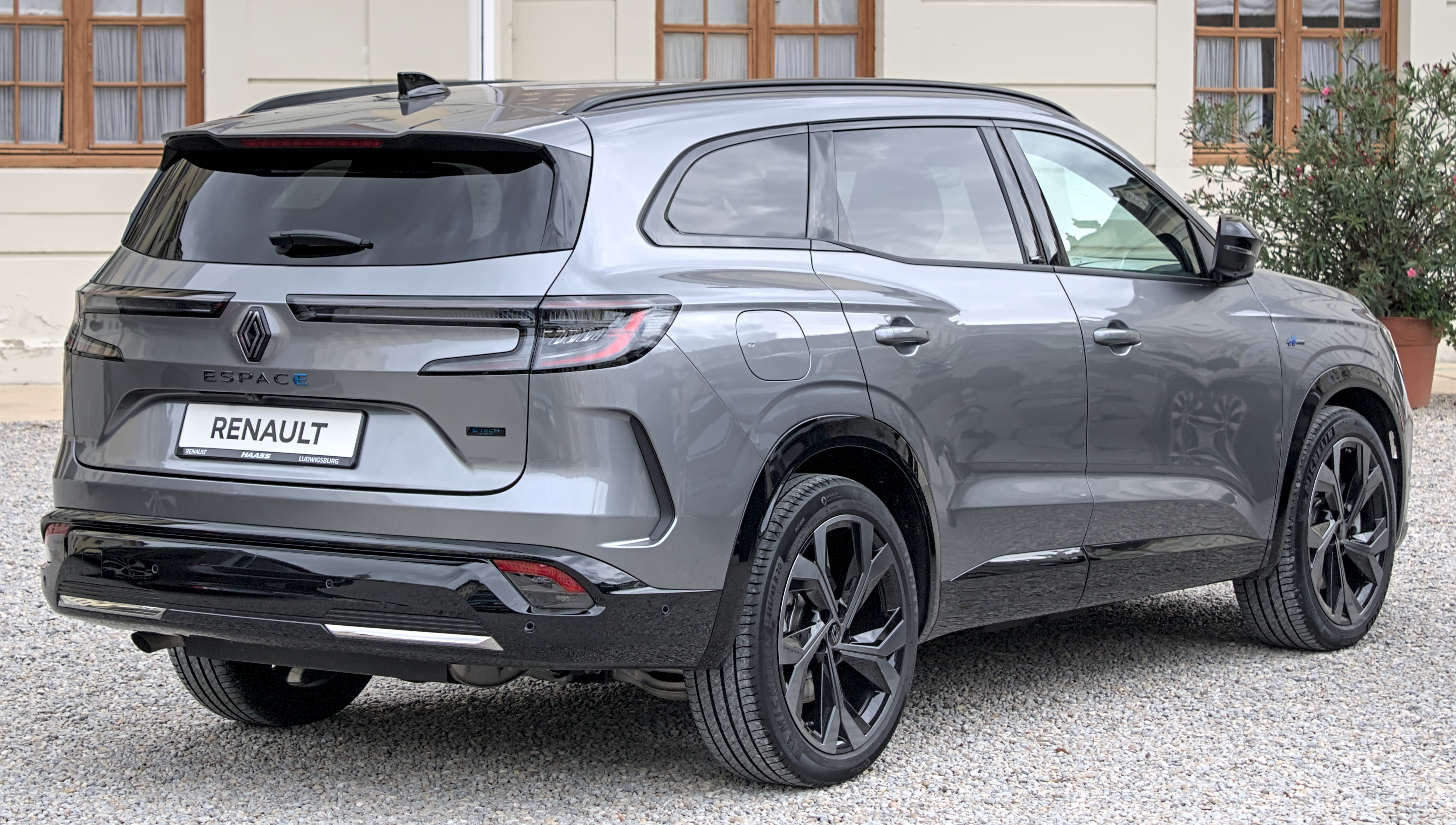
Arrière de l'Espace VI.

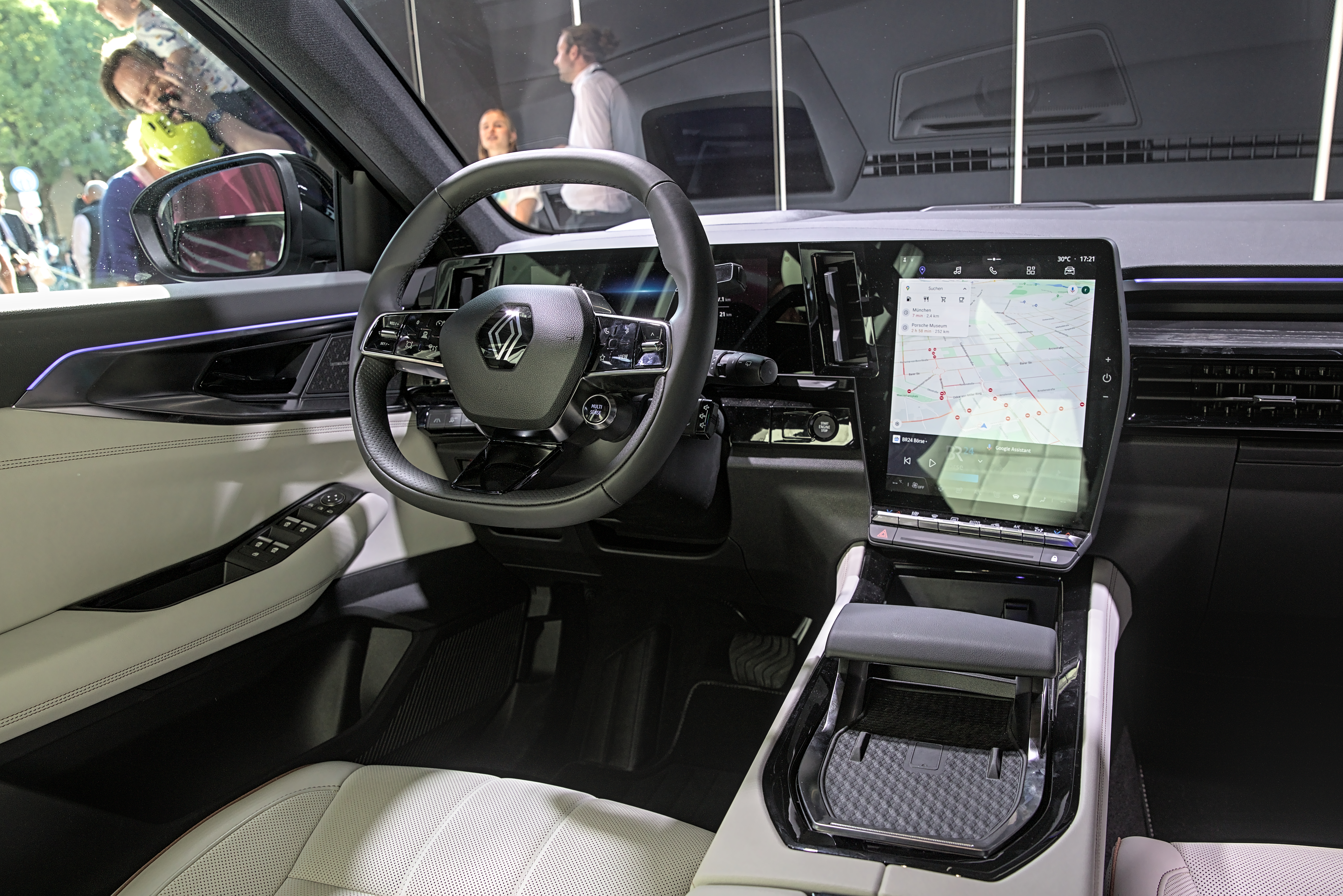
Intérieur.

L'Espace VI est contrairement aux générations précédentes, non pas un monospace mais plutôt une version allongée du SUV Austral, proposant 5 ou 7 places. La reprise du nom Espace pour ce modèle est officialisée par Renault en janvier 2023.
Un teaser publié par Renault en février 2023 révèle la forme de l'Espace. Ainsi, on observe une partie arrière dessinée de manière bien plus verticale que l'Austral, afin de laisser de l'espace à l'arrière. Une autre image montre le dessin de la vitre de custode et la signature lumineuse à l'arrière.
Cette 6e génération est officiellement présentée le mardi 28 mars 2023.

## Caractéristiques techniques
Le Renault Espace est plus court que son prédécesseur, avec 4,72 m de long (14 cm de moins)  et se rapproche davantage du Renault grand Scénic IV (8 cm de plus) qu'il remplace, concurrençant dorénavant le Peugeot 5008 III. 
L'Espace repose sur la plateforme technique CMF-CD3 comme l'Austral. Il s'en diffère par son empattement allongé (commun avec le Renault Rafale) et sa partie arrière. Les trois véhicules partagent 75 % de pièces en commun.

### Habitacle
L'Espace reprend la planche de bord de l'Austral, dont les écrans disposent d'un système d'exploitation développé avec Google.
La banquette coulissante du deuxième rang coulisse sur 22 cm.

### Motorisations
L'Espace n'est proposée qu'avec une motorisation hybride. Seul le moteur Full hybrid 3 cylindres 1.2 Tce de 200 ch est disponible.
| Logo de Renault               | Renault Espace                                | Renault Espace |
| Logo de Renault               | E-TECH Full Hybrid 200                        |                |
| ----------------------------- | --------------------------------------------- | -------------- |
| Moteur                        | 3-cylindres                                   |                |
| Code moteur                   | HR12                                          |                |
| Alimentation                  | Turbocompressé                                |                |
| Cylindrée (cm3)               | 1199                                          |                |
| Puissance maximale ch (kW)    | 200 (147)                                     |                |
| au régime de (tr/min)         |                                               |                |
| Couple maximal (N m)          | Thermique: 205 Électrique: 205 Combiné: 410   |                |
| au régime de (tr/min)         |                                               |                |
| Boîte de vitesses             | Automatique multimodes à crabots à 7 rapports |                |
| Transmission                  | Traction                                      |                |
| Vitesse maximale (km/h)       | 180 km/h (electronically limited)             |                |
| 0-100 km/h (s)                |                                               |                |
| Consommation (L/100 km)       |                                               |                |
| Émissions de CO2 (g/km)       |                                               |                |
| Capacité du réservoir (L)     |                                               |                |
| Masse à vide (kg)             |                                               |                |
| Norme environnementale        | Euro 6d-Temp                                  |                |
| Batterie                      |                                               |                |
| Type de batterie              | Lithium-ion 400 Volts                         |                |
| Capacité de la batterie (kWh) | 1,75                                          |                |
| Autonomie électrique (km)     |                                               |                |

### Finitions
- Techno[7]
- Esprit Alpine
- Iconic